# ريتشارد دانيلز
ريتشارد دانيلز (بالإنجليزية: Richard Daniels)‏ هو ممثل أمريكي، ولد في 23 يناير 1864، وتوفي في 27 يناير 1939 في لوس أنجلوس في الولايات المتحدة.

## وصلات خارجية
- ريتشارد دانيلز على موقع IMDb (الإنجليزية)
- ريتشارد دانيلز على موقع قاعدة بيانات الفيلم (الإنجليزية)